# Phytophthora medicaginis
Phytophthora medicaginis là một sinh vật gây thối rễ đối với cỏ linh lăng (Medicago sativa) và đậu hồi (Cicer arietinum). Chúng hiện diện hầu như khắp nơi trên thế giới nơi có cỏ linh lăng. Tác nhân gây bệnh cho cả cây giống con lẫn cây trưởng thành.

## Hình ảnh

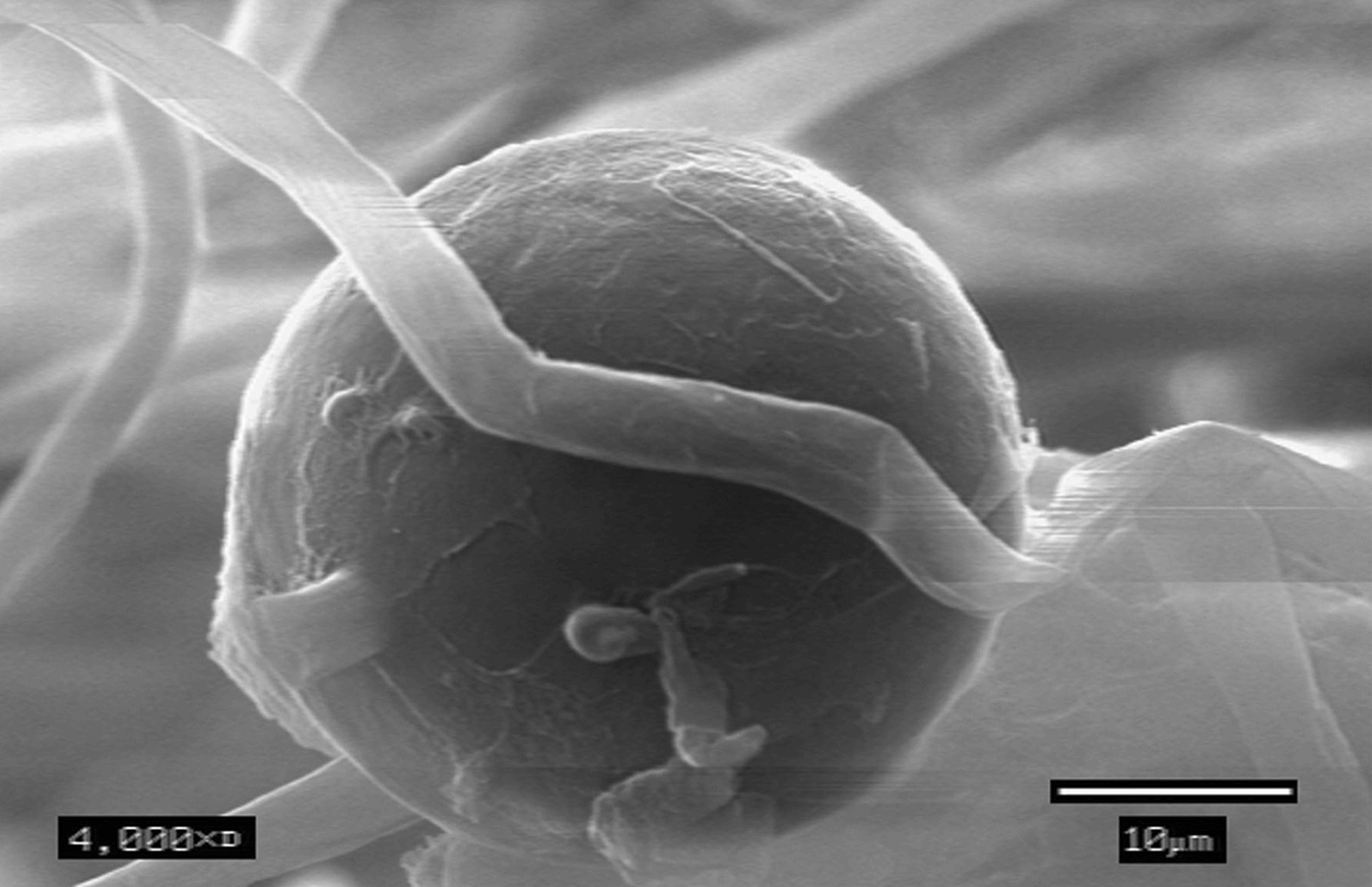
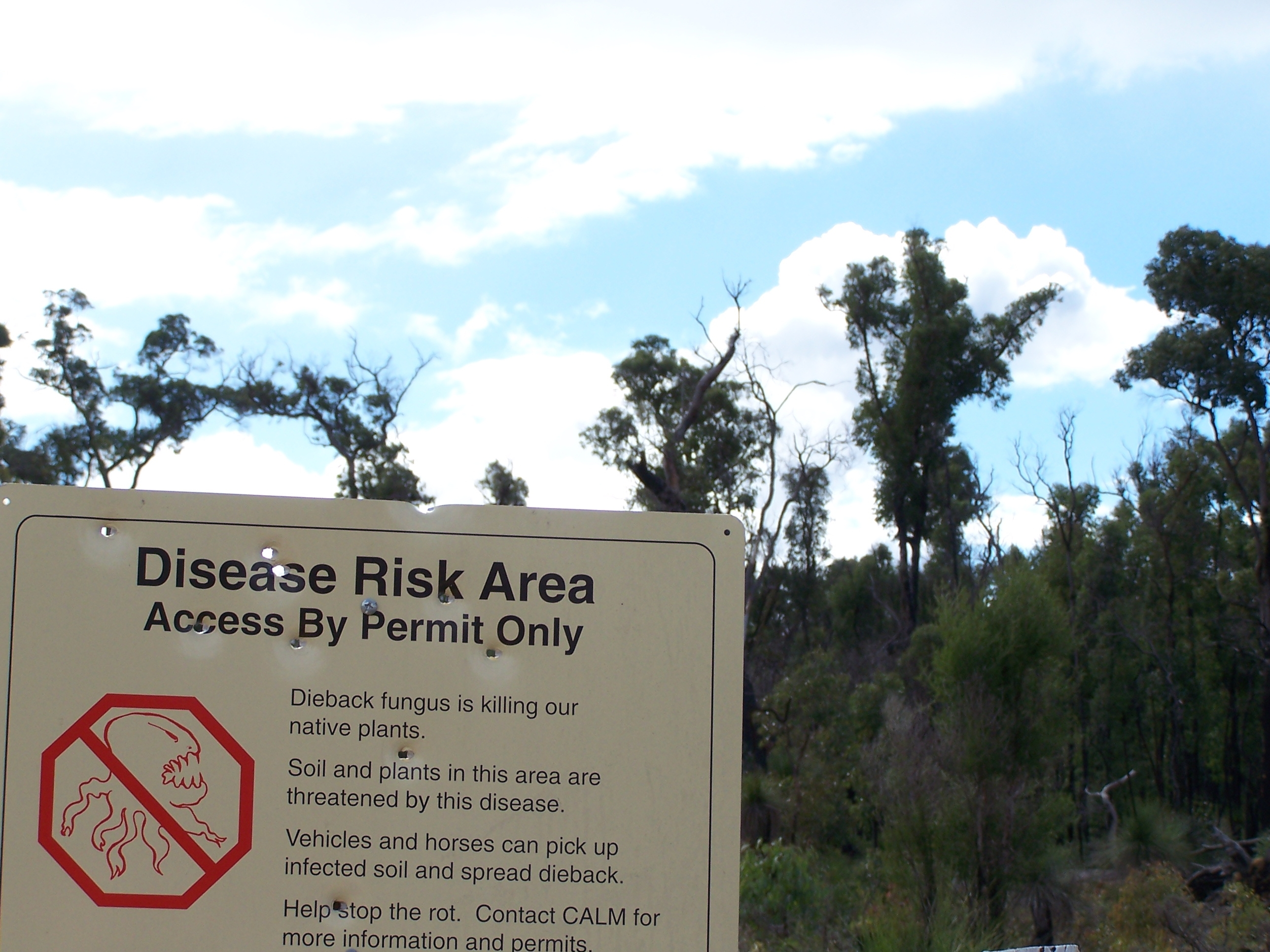
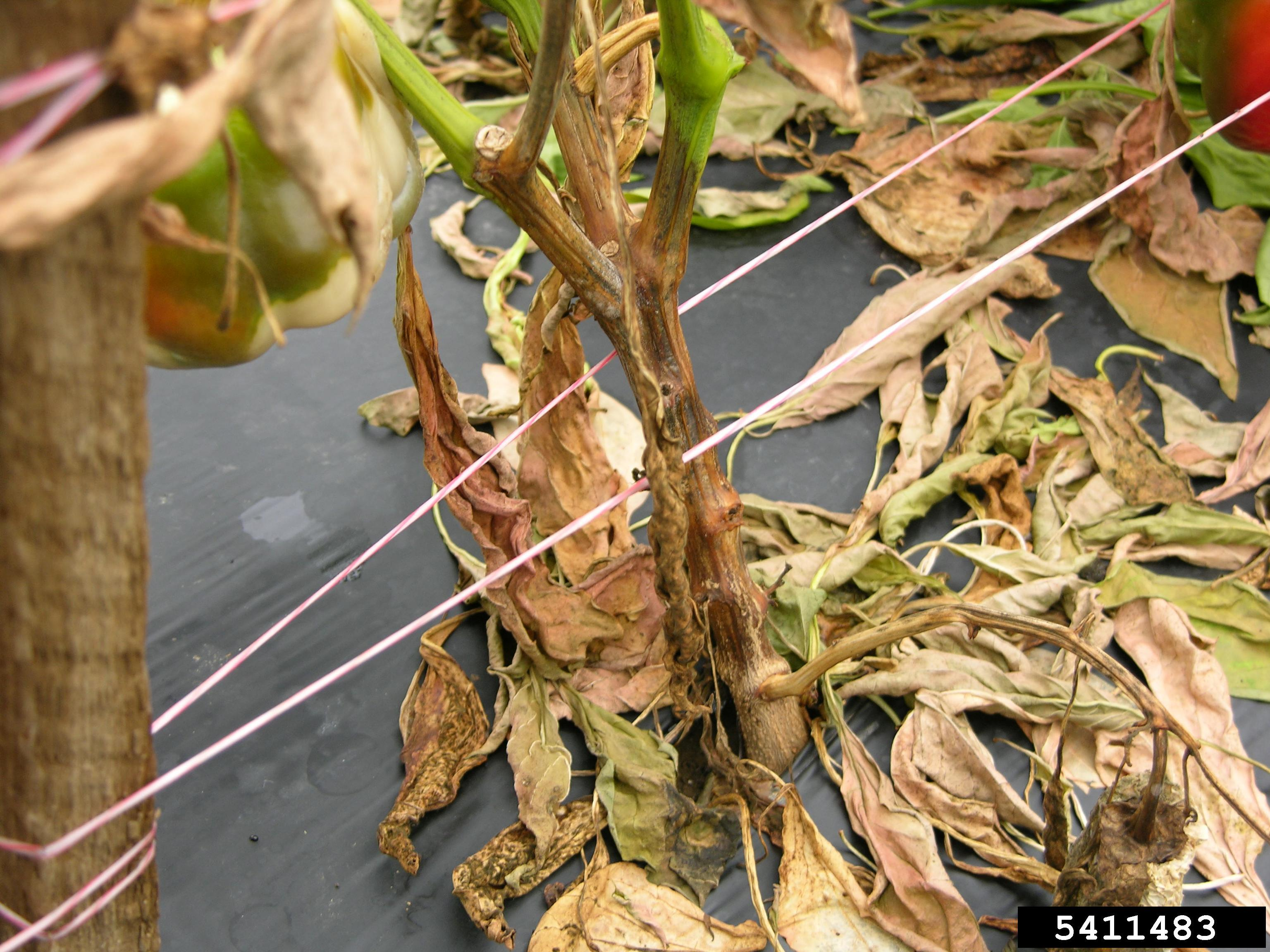
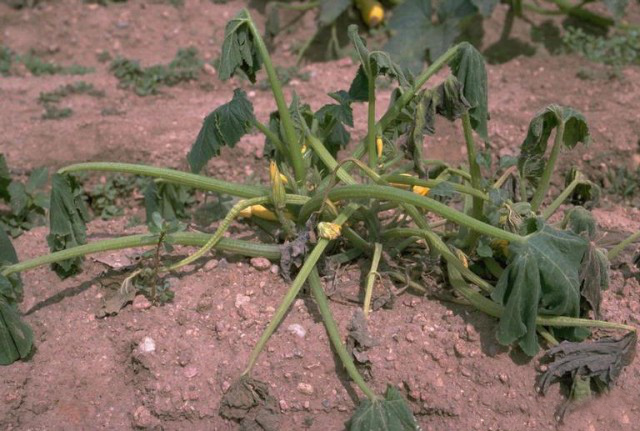